# Michów (województwo dolnośląskie)
Michów – wieś w Polsce położona w województwie dolnośląskim, w powiecie legnickim, w gminie Chojnów.

## Podział administracyjny
W latach 1975–1998 miejscowość administracyjnie należała do województwa legnickiego.

## Położenie
Położona na wschód od Chojnowa na trasie drogi krajowej nr 94 (odcinek Chojnów – Legnica), z którym jest prawie połączona.

## Demografia
Według Narodowego Spisu Powszechnego (III 2011 r.) Michów liczył 171 mieszkańców. Jest to najmniejsza miejscowość gminy Chojnów.

## Sport
Od 1952 we wsi funkcjonuje amatorski klub piłkarski Płomień Michów, założony przez Stanisława Kosirowskiego jako LZS Michów, który zaczął rozgrywki piłkarskie od klasy D. W roku 1953 piłkarze grali już w C klasie, a rok później w B klasie. Awans do A klasy wywalczyli w roku 1986 i grali w niej do roku 1990, po czym spadli do B klasy. W roku 2017 nastąpił ponowny awansowali do A klasy. W tym samym roku boisko otrzymało pełne oświetlenie (7 lamp).